# Gregos de Antioquia
Os Gregos da Antioquia são membros etnicamente gregos da Igreja Grega Ortodoxa de Antioquia e cristãos católicos gregos, que têm morado na Síria, Líbano, e no atual território da província turca de Hatay, que inclui a antiga cidade de Antioquia, atual Antáquia, e seus descendentes no Oriente Médio e América.
A comunidade tem uma longa herança que data desde do estabelecimento de Antioquia em 323 a.C. por Seleuco I Nicátor, no tempo da conquista da Ásia por Alexandre, o Grande. A maioria dos gregos de Antioquia são uma mescla dos mais antigos colonos macedônios, gregos do período romano, gregos bizantinos (rûm), judeus-cristãos helenizados e siríacos.
Alguns desses falavam siríaco e celebraram a liturgia em Aramaico Antigo. Com o árabe se tornando a língua franca no Levante atual, a maioria passou a se tornar uma comunidade cristã que fala árabe. Primariamente falando árabe levantino, apesar de muitos também falarem grego e turco.

## História
Historicamente, os gregos de Antioquia foram considerados parte do millet rûm pelas autoridades otomanas. A comunidade teve notável tendência de imigração no início do século XX. Como Sanjaco de Alexandreta era então parte da Síria, gregos não sofreram o intercâmbio populacional de 1923. Depois da província de Hatay ser anexada pela Turquia em 1939, muitos emigraram da Síria para o Líbano. A partir de 1960, uma nova onda de imigração atraiu gregos da Antioquia para países ocidentais.

## Tradições Litúrgicas e Folclore
Alguns ritos tipicamente gregos sinagogais e canções sacras que se originaram em Antioquia sobreviveram parcialmente até o presente nos distintos serviços das comunidades grega e melquita da província Hatay do Sul da Turquia, Síria, Líbano e Terra Santa. 

## População e Herança Etnocultural
No estreitamente definido senso geográfico, de acordo com um censo conduzido pelo Patriarca de Antioquia em 1895, havia 50 000 gregos antioquianos no Sanjaco de Alexandreta, residindo na província de Hatay, comparado com 30.000 em 1930. Em 1995, a população total foi estimada em 10 000.
Mas a maior parte dos membros da comunidades grega ortodoxa e católica da Síria e Líbano, comumente conhecidos como melquitas ou rûm, podem traçar sua herança etnocultural até os colonos gregos e macedônios, fundadores das comunidades gregas antioquianas originais de Cilícia e Noroeste da Síria.
Contando membros das minorias sobreviventes na província Hatay e seus parentes na diáspora, existem mais de 1.8 milhão de gregos da Antioquia, residindo no Norte da África, Oriente Médio, Estados Unidos, Canadá, e América Latina, hoje.

## Localização
Uma quantidade significativa de gregos antioquianos vive em Istambul. Eles estão concentrados em İskenderun, Samandağ e Altınözü em Hatay. Existe também uma comunidade em Mersin. Um caso de conflito com muçulmanos de Altınözü foi relatado em 2005.  Os eventos alegadamente foram deflagrados por assédio sexual de um aprendiz de barbeiro muçulmano, sofrido por uma garota cristã.

## Gregos notáveis de Antioquia
- Lucas, o Evangelista
- Libânio
- João Crisóstomo
- Aftônio de Antioquia
- João Malalas
- Evágrio Escolástico
- Alexandra de Alexandria
- Caliópio de Antioquia
- Digenis Acritas
- Antíoco I Teos de Comagena
- São Jorge
- Posidônio
- Apolodoro de Selêucia